# Varsity Blues
Varsity Blues ist ein US-amerikanischer Spielfilm aus dem Jahr 1999. Der Film über das Erwachsenwerden verknüpft die Grundgeschichte mit dem amerikanischen Volkssport Football.

## Handlung
Football ist allgegenwärtig in der texanischen Kleinstadt West Canaan. Die Spiele der örtlichen Footballmannschaft Coyotes werden von allen gefeiert und diese verlieren dank ihres Starquarterbacks Lance Harbour kein Spiel. Da rückt die Distriktmeisterschaft in greifbare Nähe. Doch drei Spiele vor dem Saisonende verletzt sich der Ausnahmespieler auf dem Feld schwer und bringt so unfreiwillig Ersatzquarterback Jonathon Moxon ins Spiel, der sich aus Football nicht allzu viel macht. Der Zwangsersatz wird jedoch schnell zum Glücksfall für die Mannschaft, da er durch neue Spielzüge und Ideen die Mannschaft nach vorne bringt und unter seiner Führung auch die Siegesserie nicht abreißen will.
Doch jeder Erfolg hat seinen Preis und schon bald liegt er sich mit Coach Bud Kilmer in den Haaren, da dieser vom neuen Helden und dessen Eigenständigkeit überhaupt nicht begeistert ist. Er droht ihm nicht nur den Rausschmiss aus der Mannschaft, sondern auch mit der Verhinderung seines Stipendiums an der Brown University. Als Moxon sein Erfolg auch noch zu Kopf steigt, gerät er auch noch mit seiner Freundin und seinem Leben in Konflikt.
Beim alles entscheidenden Saisonfinale steht Moxons Leben am Wendepunkt. Doch er schafft es, den Konflikt mit dem Trainer zu lösen und die Mannschaft so stark wie nie zuvor zu vereinen. Jonathon erhält sein Stipendium und die Stadt feiert ihren neuen, ungewöhnlichen Helden.

## Kritik
Das Lexikon des Internationalen Films meinte: „Ein nur scheinbar sportkritischer Film, der zwar Kontrapunkte zur herrschenden Ideologie setzt, dann aber die Position wechselt, um die altbekannte Geschichte vom Jungen zu erzählen, der sich seiner Bewährungsprobe stellt. Mit Ausnahme von Jon Voight als skrupellosem Trainer gruppieren sich eher blasse Schauspieler um das lustlose Spiel.“

## Auszeichnungen
- MTV Movie Award als Bester männlicher Newcomer 1999: James van der Beek
- Teen Choice Award für die Breakthrough Performance 1999: James van der Beek